# متحف مرسيليا للفنون الجميلة
متحف مرسيليا للفنون الجميلة هو متحف يقع في مرسيليا،فرنسا.تأسس المتحف في 1801.